# Kieron Pollard
Kieron Adrian Pollard (nacido el 12 de mayo de 1987) es un jugador de críquet de las Indias Occidentales. Es el Capitán del equipo de cricket de las Indias Occidentales en One Day International. En marzo de 2020, Pollard se convirtió en el primer jugador de críquet en jugar 500 partidos de Twenty20. En febrero de 2022, Pollard se convirtió en el primer jugador de críquet de las Indias Occidentales en jugar en 100 Twenty20 partidos de críquet. En The Hundred Cricket, Leauge Pollard juega para Welsh Fire. En septiembre de 2021, Pollard fue nombrado capitán del equipo de las Indias Occidentales para la Copa Mundial ICC Men's Twenty20 de 2021.

## Carrera profesional
En abril de 2007, Pollard hizo su debut con las Indias Occidentales en One Day International contra Sudáfrica en Saint George. En junio de 2008 debutó en el Twenty20 contra Australia en Bridetown. Pollard quedó fuera del equipo One Day International de las Indias Occidentales en diciembre de 2014, antes de una serie en Sudáfrica. Pollard regresó al cricket internacional en junio de 2016 con una técnica defensiva mejorada. Contra Sudáfrica, llevó el puntaje de 21 de 4 a 285 ganadores del partido. La asociación de 156 carreras que compartió con Darren Bravo es la mejor de las Indias Occidentales para el quinto terreno. También llevó a Barbados Tridents al título de la Liga Premier del Caribe en 2014, terminaron subcampeones en 2015.